# Chile en la Copa Mundial de Fútbol Sub-20 de 2007
La selección de Chile fue uno de los 24 equipos participantes en la Copa Mundial de Fútbol Sub-20 de 2007, torneo que se llevó a cabo entre el 30 de junio y 22 de julio de 2007 en Canadá.
En el sorteo la Roja quedó emparejada en el Grupo A, junto con Canadá, Congo y Austria.
Correspondió a la quinta participación absoluta de Chile en la Copa Mundial sub-20 y la segunda consecutiva.

## Preparación

### Previo al Mundial
En 2003, José Sulantay acogió la invitación del entrenador de la selección chilena adulta Juvenal Olmos para ser su ayudante técnico en el Torneo Preolímpico Sudamericano Sub-23 de 2004 donde Chile pasa la fase de grupos con 10 puntos pero en la fase final es eliminado al caer contra Brasil por 1-3 y ante Paraguay por 1-2. Sulantay en abril de 2004 asumió la conducción de la selección chilena sub-20.
Bajo el mandato de Sulantay, la selección chilena sub-20 clasificó a la Copa Mundial de Fútbol Sub-20 de 2005 tras quedar en el cuarto lugar del Campeonato Sudamericano de Fútbol Sub-20 de 2005. En el mundial sub-20, Chile goleó 7-0 a Honduras pero fue goleado por el mismo marcador por España, perdió 0-1 con Marruecos y en octavos de final fue eliminado al perder por 0-3 ante los locales, los Países Bajos. Sulantay siguió en el cargo en miras al 2006, 2007 y 2008.
El 27 de diciembre de 2006, José Sulantay entrega la nómina de 20 jugadores para disputar el Campeonato Sudamericano de Fútbol Sub-20 de 2007 en Paraguay, con miras a la clasificación para la Copa Mundial de Fútbol Sub-20 de 2007 y los Juegos Olímpicos de Pekín 2008. Entre aquellos nombres destacaban las figuras de Alexis Sánchez y Arturo Vidal, que venían de ser finalistas de la Copa Sudamericana 2006 con el Colo-Colo.
Chile clasificó a la Copa Mundial tras haber hecho un regular Campeonato Sudamericano Sub-20, donde comenzó ubicado en el grupo A, junto a Brasil, Bolivia, Paraguay y Perú, clasificando a la fase final con 2 victorias (ante Bolivia por 4-0 y Perú por 4-2) y 2 derrotas (ante Brasil por 2-4 y Paraguay por 0-1). En la fase final, terminó el invicto de Colombia al derrotarlo sorpresivamente por 5-0, y obtuvo tres empates ante Argentina por 0-0, Uruguay por 1-1, y ante Brasil por 2-2, con dos goles de Arturo Vidal de penal, donde dijo la frase de culto: "Ahí quedó Brasil". Luego, cerraría su participación en el sudamericano ante el local Paraguay, buscando la clasificación a los Juegos Olímpicos de Pekín 2008, donde comenzó ganando 1-0, con gol de Juan Pablo Arenas, pero perdió finalmente por 3-2, arruinando el sueño de los chilenos de ir a los Juegos Olímpicos, pero clasificando a la Copa Mundial Sub-20, obteniendo el cuarto lugar con 6 puntos en la fase final, igualado con Paraguay pero pasando al torneo final por diferencia de goles.
El técnico chileno José Sulantay, daría la lista de los 21 convocados, liderados por: Alexis Sánchez, Arturo Vidal, Carlos Carmona (capitán), Gary Medel, Mauricio Isla, entre otros, mientras que convocó a 5 jugadores que no habían sido convocados en el Sudamericano: Gerardo Cortés, Hans Martínez, Isaías Peralta, Nery Veloso y Ronald Valladares. De los 5, solo jugarían Cortés y Martínez. Aparte, Sulantay dejó fuera a Felipe Flores, jugador de Colo-Colo y posteriormente de Cobreloa.
Chile jugaría 4 amistosos, 1 de ellos ante Argentina, donde perdió por 2-1 en Viña del Mar, otro ante México, donde ganó 1-0 en la misma ciudad, y luego se trasladó a Montevideo para jugar otro amistoso ante Uruguay, empatando 2-2, donde los goles chilenos fueron marcados por Gerardo Cortés, y finalmente cerrando su gira ante Estados Unidos, perdiendo 2-1 en Nueva York.

### Fase final
A este torneo, se llegaba con la confianza de un grupo de jugadores que desde que salieron de Santiago señalaban que iban al torneo a ser campeones del mundo, cosa que al principio muchos simplemente no creían, ni siquiera llegar a una instancia como los cuartos de final.
En el debut golearon por 3:0 al combinado local en Toronto con goles de Nicolás Medina, Carlos Carmona y Jaime Grondona. De principio a fin, la selección fue amplia dominadora del encuentro y con ello se quedó con la victoria.
En el segundo partido disputado en Edmonton, enfrentaron al representativo de Congo que venía de ser campeón en el torneo juvenil africano, pero ello no fue impedimento para que la selección lo venciera también por 3:0 con goles de Alexis Sánchez, Nicolás Medina y Arturo Vidal. Con aquella victoria, la selección logró el primer objetivo que era clasificar a los octavos de final y sin depender de otros resultados.
Ya en el último partido del grupo nuevamente en Toronto el representativo chileno se enfrentó a su similar de Austria en donde se esperaba un nuevo triunfo pero solo se empató sin goles con los europeos. Así, finalmente, la Sub-20 logró el primer puesto de su grupo con 7 puntos y sin goles en contra demostrando la solidez defensiva del equipo y su siguiente rival era Portugal.
Ya en octavos el equipo retornó a Edmonton para enfrentar a los lusitanos en un partido muy duro. Los jugadores de la selección llegaban con claras opciones de gol pero fallaban en el finiquito, mientras que los europeos en forma tímida se acercaban al arco de Christopher Toselli, hasta que casi al terminar el primer tiempo un centro lo aprovecha Arturo Vidal para batir la portería lusa y decretar el 1:0 que a la postre sería el resultado final. En el segundo tiempo, las cosas cambiaron y Portugal empezó a llegar a la portería chilena con clara intención de empatar, pero sus esfuerzos fueron en vano gracias a que los defensas les ganaban las pelotas y a la buena actuación de Christopher Toselli. Casi al terminar el partido los lusos terminaron con dos expulsados producto de la impotencia por quedar eliminados; casi al final del partido, fue expulsado Arturo Vidal por retener la pelota. Al final, Chile se quedó con la victoria y en cuartos debería medirse contra Nigeria.
En cuartos de final, la selección se desplazó hasta Montreal para disputar su partido frente a los nigerianos que no sería nada de fácil. la selección hacía su juego pero los africanos se plantarían muy bien en la cancha y no dejarían que los dirigidos de José Sulantay llegaran al arco contrario. 0:0 al término del primer tiempo y en el segundo ocurrió prácticamente lo mismo por lo que el partido terminó en blanco y se tuvo que ir al alargue; fue en esta instancia donde Chile logró romper el marcador. Jaime Grondona fue el encargado de abrir el marcador a los 96' desatando la algarabía de los hinchas nacionales en el estadio. Así se fueron al breve descanso, y ya en el segundo tiempo de la prórroga, la selección barrió con su rival. Mathías Vidangossy es derribado en el área de sentencia y el árbitro decreta penal que luego lo canjea por gol Mauricio Isla. Con el marcador de 2:0 los nigerianos se entregaron y los muchachos lo aprovecharon para contragolpear y gracias a ello Mauricio Isla se mandó un carrerón desde la mitad de la cancha y batió la portería rival, marcando el 3:0, pero faltaba algo más. Ya casi al término del partido, Mathías Vidangossy elude al portero que estaba muy lejos de su arco y con toque suave manda el balón a las mallas significando el 4:0, marcador con el que el partido concluyó. Ya instalados en la etapa de semifinales, tendrían que enfrentar a un coloso mundial de la categoría: Argentina.
El escenario del compromiso era nuevamente Toronto y la Sub-20 confiaba en torcer la mano a la historia e instalar a Chile por primera vez en la final de una Copa del Mundo, pero ese sueño comenzó a trastabillar cuando la albiceleste marcó el primer gol y, de paso, rompió el invicto que tenía Christopher Toselli, quien, de todos modos, superó la marca que tenía Cláudio Taffarel desde 1985. Y para colmo de males, la selección sufre la expulsión de Gary Medel a los 16'después de lanzar el balón con fuerza a un contrincante producto de una patada recibida. Desde ese momento el equipo buscó pero se fue mentalmente del partido por el polémico arbitraje a favor de la selección Argentina lo que provocó presa fácil para los de Hugo Tocalli. En el segundo tiempo, la albiceleste llegaba con más daño al arco nacional y eso sumado al paupérrimo arbitraje hace que Argentina marque el segundo gol, lo que deja a una Sub-20 casi sin chances de poder remontar el marcador. Con un 0:2 por debajo, los jugadores siguieron buscando el arco Argentino con chispazos de talento. Arturo Vidal se fabrica un penal más el árbitro no ve falta y en el contragolpe Argentina liquida el partido. 
El que simbolizó toda la ira, rabia y frustración fue Arturo Vidal quien estaba al borde del llanto.
Finalizado el partido el juez del encuentro con sus ayudantes debieron ser resguardados por la policía para que no sufrieran algún incidente después de quizás uno de los robos más grandes del último siglo. Después del partido tuvo un grave incidente con la policía canadiense en el que fueron detenidos 8 jugadores a los que se trató de manera brutal y descarada: un par de horas después los jugadores fueron liberados y la policía no presentó cargos en su contra.
Pero la selección no podía irse del torneo con las manos vacías y fueron con todo en busca de obtener la medalla de bronce. En el partido por el tercer puesto jugado en Toronto, la selección consiguió un merecido triunfo por 1:0 sobre su similar de Austria gracias a un gol de Hans Martínez a los 45' tras centro de Michael Silva y con ello logra el tercer puesto en este torneo que es hasta hoy la mejor actuación de la selección en un mundial juvenil. Este torneo fue ganado finalmente por Argentina, que venció en la final 2-1 a República Checa. El juego del equipo fue elogiado por Joseph Blatter —el presidente de la FIFA— y Hugo Tocalli —el técnico campeón—.

## Jugadores
DT:  José Sulantay
| N.º | Nombre               | Posición      | Nacimiento | Club año 2007        | Club actual          |
| --- | -------------------- | ------------- | ---------- | -------------------- | -------------------- |
| 1   | Cristopher Toselli   | Portero       | 15.06.1988 | Universidad Católica | Universidad de Chile |
| 2   | Cristián Suárez      | Defensa       | 06.02.1987 | Unión San Felipe     | Palestino            |
| 3   | Mauricio Isla        | Mediocampista | 12.06.1988 | Universidad Católica | Colo Colo            |
| 4   | Eric Godoy           | Defensa       | 26.03.1987 | Santiago Wanderers   | Curicó Unido         |
| 5   | Nicolás Larrondo     | Defensa       | 04.10.1987 | Universidad de Chile | Retirado             |
| 6   | Gary Medel           | Mediocampista | 03.08.1987 | Universidad Católica | Universidad Católica |
| 7   | Alexis Sánchez       | Delantero     | 19.12.1988 | Colo-Colo            | Udinese              |
| 8   | Dagoberto Currimilla | Mediocampista | 26.12.1987 | Huachipato           | Deportes Valdivia    |
| 9   | Nicolás Medina       | Delantero     | 28.03.1987 | Universidad de Chile | Santa Coloma         |
| 10  | Juan Pablo Arenas    | Mediocampista | 22.04.1987 | Colo-Colo            | Sin Club             |
| 11  | Jaime Grondona       | Delantero     | 15.04.1987 | Santiago Wanderers   | Cobresal             |
| 12  | Nery Veloso          | Portero       | 02.03.1987 | Huachipato           | Fernández Vial       |
| 13  | Christian Sepúlveda  | Defensa       | 23.05.1987 | Unión Española       | Deportes Recoleta    |
| 14  | Arturo Vidal         | Mediocampista | 22.05.1987 | Colo-Colo            | Colo-Colo            |
| 15  | Carlos Carmona       | Mediocampista | 21.02.1987 | Coquimbo Unido       | Retirado             |
| 16  | Gerardo Cortés       | Mediocampista | 17.05.1988 | Deportes Concepción  | San Antonio Unido    |
| 17  | Hans Martínez        | Defensa       | 04.01.1987 | Universidad Católica | Lautaro de Buin      |
| 18  | Mathías Vidangossy   | Delantero     | 25.05.1987 | Unión Española       | San Luis de Quillota |
| 19  | Michael Silva        | Delantero     | 12.03.1988 | Atlante              | San Marcos de Arica  |
| 20  | Isaías Peralta       | Mediocampista | 21.08.1987 | Unión Española       | Coquimbo Unido       |
| 21  | Ronald Valladares    | Portero       | 7.10.1987  | Fernández Vial       | Retirado             |

## Participación

### Fase de grupos

#### Grupo A
| Pos. | Equipo  | Pts. | PJ | PG | PE | PP | GF | GC | Dif. |
| ---- | ------- | ---- | -- | -- | -- | -- | -- | -- | ---- |
| 1.º  | Chile   | 7    | 3  | 2  | 1  | 0  | 6  | 0  | 6    |
| 2.º  | Austria | 5    | 3  | 1  | 2  | 0  | 2  | 1  | 1    |
| 3.º  | Congo   | 4    | 3  | 1  | 1  | 1  | 3  | 4  | −1   |
| 4.º  | Canadá  | 0    | 3  | 0  | 0  | 3  | 0  | 6  | −6   |

|  | Clasificados para octavos de final |

#### Fecha 1
| 1     | POR   | Asmir Begović               |     |
| 2     | DEF   | Nana Attakora               |     |
| 4     | DEF   | David Edgar                 |     |
| 5     | DEF   | Marcus Haber                |     |
| 3     | DEF   | Kent O'Connor               |     |
| 7     | MED   | Jaime Peters                |     |
| 6     | MED   | Jonathan Beaulieu-Bourgault |     |
| 15    | MED   | Cristian Nuñez              |     |
| 11    | MED   | Simeon Jackson              | 46' |
| 10    | DEL   | Will Johnson                |     |
| 9     | DEL   | Andrea Lombardo             | 64' |
| D. T. | D. T. | Dale Mitchell               |     |

| 1     | POR   | Cristopher Toselli   |     |
| 5     | DEF   | Nicolás Larrondo     |     |
| 3     | DEF   | Mauricio Isla        |     |
| 2     | DEF   | Cristián Suárez      |     |
| 8     | MED   | Dagoberto Currimilla | 69' |
| 6     | MED   | Gary Medel           |     |
| 14    | MED   | Arturo Vidal         |     |
| 15    | MED   | Carlos Carmona       |     |
| 16    | DEL   | Gerardo Cortés       |     |
| 18    | DEL   | Mathías Vidangossy   | 84' |
| 9     | DEL   | Nicolás Medina       | 80' |
| D. T. | D. T. | José Sulantay        |     |

| 14 | DEF | Tosaint Ricketts | 46' |
| 16 | DEF | Alex Elliott     | 64' |

| 13 | DEF | Christian Sepúlveda | 69' |
| 11 | DEL | Jaime Grondona      | 80' |
| 4  | DEF | Eric Godoy          | 84' |

| 25' · 54' · 81' | Nicolás Medina Carlos Carmona Jaime Grondona | 0:1 0:2 0:3 |

| 35' · 50' · 53' · 86' | Kent O'Connor Andrea Lombardo Nana Attakora Jonathan Beaulieu-Bourgault |

| Principal  | Alberto Undiano Mallenco  |
| Asistentes | Fermín Martínez Ibáñez    |
|            | Juan Carlos Yuste Jiménez |
| Cuarto     | Subkhiddin Mohd Salleh    |

| 1     | POR   | Asmir Begović               |     |
| 2     | DEF   | Nana Attakora               |     |
| 4     | DEF   | David Edgar                 |     |
| 5     | DEF   | Marcus Haber                |     |
| 3     | DEF   | Kent O'Connor               |     |
| 7     | MED   | Jaime Peters                |     |
| 6     | MED   | Jonathan Beaulieu-Bourgault |     |
| 15    | MED   | Cristian Nuñez              |     |
| 11    | MED   | Simeon Jackson              | 46' |
| 10    | DEL   | Will Johnson                |     |
| 9     | DEL   | Andrea Lombardo             | 64' |
| D. T. | D. T. | Dale Mitchell               |     |

| 1     | POR   | Cristopher Toselli   |     |
| 5     | DEF   | Nicolás Larrondo     |     |
| 3     | DEF   | Mauricio Isla        |     |
| 2     | DEF   | Cristián Suárez      |     |
| 8     | MED   | Dagoberto Currimilla | 69' |
| 6     | MED   | Gary Medel           |     |
| 14    | MED   | Arturo Vidal         |     |
| 15    | MED   | Carlos Carmona       |     |
| 16    | DEL   | Gerardo Cortés       |     |
| 18    | DEL   | Mathías Vidangossy   | 84' |
| 9     | DEL   | Nicolás Medina       | 80' |
| D. T. | D. T. | José Sulantay        |     |

| 14 | DEF | Tosaint Ricketts | 46' |
| 16 | DEF | Alex Elliott     | 64' |

| 13 | DEF | Christian Sepúlveda | 69' |
| 11 | DEL | Jaime Grondona      | 80' |
| 4  | DEF | Eric Godoy          | 84' |

| 25' · 54' · 81' | Nicolás Medina Carlos Carmona Jaime Grondona | 0:1 0:2 0:3 |

| 35' · 50' · 53' · 86' | Kent O'Connor Andrea Lombardo Nana Attakora Jonathan Beaulieu-Bourgault |

| Principal  | Alberto Undiano Mallenco  |
| Asistentes | Fermín Martínez Ibáñez    |
|            | Juan Carlos Yuste Jiménez |
| Cuarto     | Subkhiddin Mohd Salleh    |

| 1     | POR   | Asmir Begović               |     |
| 2     | DEF   | Nana Attakora               |     |
| 4     | DEF   | David Edgar                 |     |
| 5     | DEF   | Marcus Haber                |     |
| 3     | DEF   | Kent O'Connor               |     |
| 7     | MED   | Jaime Peters                |     |
| 6     | MED   | Jonathan Beaulieu-Bourgault |     |
| 15    | MED   | Cristian Nuñez              |     |
| 11    | MED   | Simeon Jackson              | 46' |
| 10    | DEL   | Will Johnson                |     |
| 9     | DEL   | Andrea Lombardo             | 64' |
| D. T. | D. T. | Dale Mitchell               |     |

| 1     | POR   | Cristopher Toselli   |     |
| 5     | DEF   | Nicolás Larrondo     |     |
| 3     | DEF   | Mauricio Isla        |     |
| 2     | DEF   | Cristián Suárez      |     |
| 8     | MED   | Dagoberto Currimilla | 69' |
| 6     | MED   | Gary Medel           |     |
| 14    | MED   | Arturo Vidal         |     |
| 15    | MED   | Carlos Carmona       |     |
| 16    | DEL   | Gerardo Cortés       |     |
| 18    | DEL   | Mathías Vidangossy   | 84' |
| 9     | DEL   | Nicolás Medina       | 80' |
| D. T. | D. T. | José Sulantay        |     |

| 14 | DEF | Tosaint Ricketts | 46' |
| 16 | DEF | Alex Elliott     | 64' |

| 13 | DEF | Christian Sepúlveda | 69' |
| 11 | DEL | Jaime Grondona      | 80' |
| 4  | DEF | Eric Godoy          | 84' |

| 25' · 54' · 81' | Nicolás Medina Carlos Carmona Jaime Grondona | 0:1 0:2 0:3 |

| 35' · 50' · 53' · 86' | Kent O'Connor Andrea Lombardo Nana Attakora Jonathan Beaulieu-Bourgault |

| Principal  | Alberto Undiano Mallenco  |
| Asistentes | Fermín Martínez Ibáñez    |
|            | Juan Carlos Yuste Jiménez |
| Cuarto     | Subkhiddin Mohd Salleh    |

| 1     | POR   | Asmir Begović               |     |
| 2     | DEF   | Nana Attakora               |     |
| 4     | DEF   | David Edgar                 |     |
| 5     | DEF   | Marcus Haber                |     |
| 3     | DEF   | Kent O'Connor               |     |
| 7     | MED   | Jaime Peters                |     |
| 6     | MED   | Jonathan Beaulieu-Bourgault |     |
| 15    | MED   | Cristian Nuñez              |     |
| 11    | MED   | Simeon Jackson              | 46' |
| 10    | DEL   | Will Johnson                |     |
| 9     | DEL   | Andrea Lombardo             | 64' |
| D. T. | D. T. | Dale Mitchell               |     |

| 1     | POR   | Cristopher Toselli   |     |
| 5     | DEF   | Nicolás Larrondo     |     |
| 3     | DEF   | Mauricio Isla        |     |
| 2     | DEF   | Cristián Suárez      |     |
| 8     | MED   | Dagoberto Currimilla | 69' |
| 6     | MED   | Gary Medel           |     |
| 14    | MED   | Arturo Vidal         |     |
| 15    | MED   | Carlos Carmona       |     |
| 16    | DEL   | Gerardo Cortés       |     |
| 18    | DEL   | Mathías Vidangossy   | 84' |
| 9     | DEL   | Nicolás Medina       | 80' |
| D. T. | D. T. | José Sulantay        |     |

| 14 | DEF | Tosaint Ricketts | 46' |
| 16 | DEF | Alex Elliott     | 64' |

| 13 | DEF | Christian Sepúlveda | 69' |
| 11 | DEL | Jaime Grondona      | 80' |
| 4  | DEF | Eric Godoy          | 84' |

| 25' · 54' · 81' | Nicolás Medina Carlos Carmona Jaime Grondona | 0:1 0:2 0:3 |

| 35' · 50' · 53' · 86' | Kent O'Connor Andrea Lombardo Nana Attakora Jonathan Beaulieu-Bourgault |

| Principal  | Alberto Undiano Mallenco  |
| Asistentes | Fermín Martínez Ibáñez    |
|            | Juan Carlos Yuste Jiménez |
| Cuarto     | Subkhiddin Mohd Salleh    |

#### Fecha 2
| 1     | POR   | Cristopher Toselli   |     |
| 5     | DEF   | Nicolás Larrondo     |     |
| 3     | DEF   | Mauricio Isla        |     |
| 2     | DEF   | Cristián Suárez      |     |
| 8     | MED   | Dagoberto Currimilla |     |
| 6     | MED   | Gary Medel           |     |
| 14    | MED   | Arturo Vidal         | 84' |
| 15    | MED   | Carlos Carmona       |     |
| 18    | DEL   | Mathías Vidangossy   | 79' |
| 7     | DEL   | Alexis Sánchez       |     |
| 9     | DEL   | Nicolás Medina       | 89' |
| D. T. | D. T. | José Sulantay        |     |

| 1     | POR   | Destin Onka Malonga |     |
| 15    | DEF   | Mimille Okiélé      |     |
| 6     | DEF   | Oxence M'Bani       |     |
| 17    | DEF   | Murheyn Mereck      |     |
| 2     | DEF   | Yann Kombo          |     |
| 13    | MED   | Harris Tchilimbou   | 65' |
| 18    | MED   | Saide Nkounga       |     |
| 9     | MED   | Ermejea Ngakosso    |     |
| 8     | DEL   | Delvin Ndinga       |     |
| 5     | DEL   | Gracia Ikouma       | 65' |
| 19    | DEL   | Bovid Itoua         | 83' |
| D. T. | D. T. | Eddie Hudanski      |     |

| 13 | DEF | Christian Sepúlveda | 79' |
| 11 | DEL | Jaime Grondona      | 84' |
| 19 | DEL | Michael Silva       | 89' |

| 20 | DEL | Ulrich Kapolongo  | 65' |
| 10 | MED | Cecil Filanckembo | 65' |
| 7  | MED | Presten Lakolo    | 83' |

| 49' · 75' · 82' | Alexis Sánchez Nicolás Medina Arturo Vidal | 1:0 2:0 3:0 |

| 58' | Alexis Sánchez |

| 20' | Oxence M'Bani |

| 22' | Yann Kombo |

| Principal  | Ravshan Irmatov        |
| Asistentes | Abdukhamidullo Rasulov |
|            | Bakhadyr Kochkarov     |
| Cuarto     | Mohamed Benouza        |

| 1     | POR   | Cristopher Toselli   |     |
| 5     | DEF   | Nicolás Larrondo     |     |
| 3     | DEF   | Mauricio Isla        |     |
| 2     | DEF   | Cristián Suárez      |     |
| 8     | MED   | Dagoberto Currimilla |     |
| 6     | MED   | Gary Medel           |     |
| 14    | MED   | Arturo Vidal         | 84' |
| 15    | MED   | Carlos Carmona       |     |
| 18    | DEL   | Mathías Vidangossy   | 79' |
| 7     | DEL   | Alexis Sánchez       |     |
| 9     | DEL   | Nicolás Medina       | 89' |
| D. T. | D. T. | José Sulantay        |     |

| 1     | POR   | Destin Onka Malonga |     |
| 15    | DEF   | Mimille Okiélé      |     |
| 6     | DEF   | Oxence M'Bani       |     |
| 17    | DEF   | Murheyn Mereck      |     |
| 2     | DEF   | Yann Kombo          |     |
| 13    | MED   | Harris Tchilimbou   | 65' |
| 18    | MED   | Saide Nkounga       |     |
| 9     | MED   | Ermejea Ngakosso    |     |
| 8     | DEL   | Delvin Ndinga       |     |
| 5     | DEL   | Gracia Ikouma       | 65' |
| 19    | DEL   | Bovid Itoua         | 83' |
| D. T. | D. T. | Eddie Hudanski      |     |

| 13 | DEF | Christian Sepúlveda | 79' |
| 11 | DEL | Jaime Grondona      | 84' |
| 19 | DEL | Michael Silva       | 89' |

| 20 | DEL | Ulrich Kapolongo  | 65' |
| 10 | MED | Cecil Filanckembo | 65' |
| 7  | MED | Presten Lakolo    | 83' |

| 49' · 75' · 82' | Alexis Sánchez Nicolás Medina Arturo Vidal | 1:0 2:0 3:0 |

| 58' | Alexis Sánchez |

| 20' | Oxence M'Bani |

| 22' | Yann Kombo |

| Principal  | Ravshan Irmatov        |
| Asistentes | Abdukhamidullo Rasulov |
|            | Bakhadyr Kochkarov     |
| Cuarto     | Mohamed Benouza        |

| 1     | POR   | Cristopher Toselli   |     |
| 5     | DEF   | Nicolás Larrondo     |     |
| 3     | DEF   | Mauricio Isla        |     |
| 2     | DEF   | Cristián Suárez      |     |
| 8     | MED   | Dagoberto Currimilla |     |
| 6     | MED   | Gary Medel           |     |
| 14    | MED   | Arturo Vidal         | 84' |
| 15    | MED   | Carlos Carmona       |     |
| 18    | DEL   | Mathías Vidangossy   | 79' |
| 7     | DEL   | Alexis Sánchez       |     |
| 9     | DEL   | Nicolás Medina       | 89' |
| D. T. | D. T. | José Sulantay        |     |

| 1     | POR   | Destin Onka Malonga |     |
| 15    | DEF   | Mimille Okiélé      |     |
| 6     | DEF   | Oxence M'Bani       |     |
| 17    | DEF   | Murheyn Mereck      |     |
| 2     | DEF   | Yann Kombo          |     |
| 13    | MED   | Harris Tchilimbou   | 65' |
| 18    | MED   | Saide Nkounga       |     |
| 9     | MED   | Ermejea Ngakosso    |     |
| 8     | DEL   | Delvin Ndinga       |     |
| 5     | DEL   | Gracia Ikouma       | 65' |
| 19    | DEL   | Bovid Itoua         | 83' |
| D. T. | D. T. | Eddie Hudanski      |     |

| 13 | DEF | Christian Sepúlveda | 79' |
| 11 | DEL | Jaime Grondona      | 84' |
| 19 | DEL | Michael Silva       | 89' |

| 20 | DEL | Ulrich Kapolongo  | 65' |
| 10 | MED | Cecil Filanckembo | 65' |
| 7  | MED | Presten Lakolo    | 83' |

| 49' · 75' · 82' | Alexis Sánchez Nicolás Medina Arturo Vidal | 1:0 2:0 3:0 |

| 58' | Alexis Sánchez |

| 20' | Oxence M'Bani |

| 22' | Yann Kombo |

| Principal  | Ravshan Irmatov        |
| Asistentes | Abdukhamidullo Rasulov |
|            | Bakhadyr Kochkarov     |
| Cuarto     | Mohamed Benouza        |

| 1     | POR   | Cristopher Toselli   |     |
| 5     | DEF   | Nicolás Larrondo     |     |
| 3     | DEF   | Mauricio Isla        |     |
| 2     | DEF   | Cristián Suárez      |     |
| 8     | MED   | Dagoberto Currimilla |     |
| 6     | MED   | Gary Medel           |     |
| 14    | MED   | Arturo Vidal         | 84' |
| 15    | MED   | Carlos Carmona       |     |
| 18    | DEL   | Mathías Vidangossy   | 79' |
| 7     | DEL   | Alexis Sánchez       |     |
| 9     | DEL   | Nicolás Medina       | 89' |
| D. T. | D. T. | José Sulantay        |     |

| 1     | POR   | Destin Onka Malonga |     |
| 15    | DEF   | Mimille Okiélé      |     |
| 6     | DEF   | Oxence M'Bani       |     |
| 17    | DEF   | Murheyn Mereck      |     |
| 2     | DEF   | Yann Kombo          |     |
| 13    | MED   | Harris Tchilimbou   | 65' |
| 18    | MED   | Saide Nkounga       |     |
| 9     | MED   | Ermejea Ngakosso    |     |
| 8     | DEL   | Delvin Ndinga       |     |
| 5     | DEL   | Gracia Ikouma       | 65' |
| 19    | DEL   | Bovid Itoua         | 83' |
| D. T. | D. T. | Eddie Hudanski      |     |

| 13 | DEF | Christian Sepúlveda | 79' |
| 11 | DEL | Jaime Grondona      | 84' |
| 19 | DEL | Michael Silva       | 89' |

| 20 | DEL | Ulrich Kapolongo  | 65' |
| 10 | MED | Cecil Filanckembo | 65' |
| 7  | MED | Presten Lakolo    | 83' |

| 49' · 75' · 82' | Alexis Sánchez Nicolás Medina Arturo Vidal | 1:0 2:0 3:0 |

| 58' | Alexis Sánchez |

| 20' | Oxence M'Bani |

| 22' | Yann Kombo |

| Principal  | Ravshan Irmatov        |
| Asistentes | Abdukhamidullo Rasulov |
|            | Bakhadyr Kochkarov     |
| Cuarto     | Mohamed Benouza        |

#### Fecha 3
| 1     | POR   | Cristopher Toselli   |     |
| 5     | DEF   | Nicolás Larrondo     |     |
| 17    | DEF   | Hans Martínez        |     |
| 14    | DEF   | Arturo Vidal         |     |
| 8     | MED   | Dagoberto Currimilla | 83' |
| 3     | MED   | Mauricio Isla        |     |
| 4     | MED   | Eric Godoy           |     |
| 15    | MED   | Carlos Carmona       | 29' |
| 16    | DEL   | Gerardo Cortés       |     |
| 18    | DEL   | Mathías Vidangossy   | 67' |
| 9     | DEL   | Nicolás Medina       |     |
| D. T. | D. T. | José Sulantay        |     |

| 1     | POR   | Bartoloměj Kuru       |     |
| 15    | DEF   | Michael Madl          |     |
| 3     | DEF   | Daniel Gramann        |     |
| 4     | DEF   | Sebastian Prödl       |     |
| 5     | DEF   | Markus Suttner        |     |
| 14    | MED   | Bernhard Morgenthaler |     |
| 6     | MED   | Michael Stanislaw     |     |
| 11    | MED   | Peter Hackmair        |     |
| 10    | MED   | Zlatko Junuzović      | 68' |
| 7     | DEL   | Martin Harnik         | 80' |
| 9     | DEL   | Erwin Hoffer          | 87' |
| D. T. | D. T. | Paul Gludovatz        |     |

| 6  | MED | Gary Medel      | 29' |
| 11 | DEL | Jaime Grondona  | 67' |
| 2  | DEF | Cristián Suárez | 83' |

| 19 | DEL | Rubin Okotie   | 68' |
| 18 | MED | Thomas Hinum   | 80' |
| 17 | MED | Tomáš Šimkovič | 87' |

| 45+2' · 53' | Eric Godoy Gary Medel |

| 44' · 68' | Peter Hackmair Michael Madl |

| Principal  | Joel Aguilar      |
| Asistentes | Roberto Girón     |
|            | Daniel Williamson |
| Cuarto     | Terry Vaughn      |

| 1     | POR   | Cristopher Toselli   |     |
| 5     | DEF   | Nicolás Larrondo     |     |
| 17    | DEF   | Hans Martínez        |     |
| 14    | DEF   | Arturo Vidal         |     |
| 8     | MED   | Dagoberto Currimilla | 83' |
| 3     | MED   | Mauricio Isla        |     |
| 4     | MED   | Eric Godoy           |     |
| 15    | MED   | Carlos Carmona       | 29' |
| 16    | DEL   | Gerardo Cortés       |     |
| 18    | DEL   | Mathías Vidangossy   | 67' |
| 9     | DEL   | Nicolás Medina       |     |
| D. T. | D. T. | José Sulantay        |     |

| 1     | POR   | Bartoloměj Kuru       |     |
| 15    | DEF   | Michael Madl          |     |
| 3     | DEF   | Daniel Gramann        |     |
| 4     | DEF   | Sebastian Prödl       |     |
| 5     | DEF   | Markus Suttner        |     |
| 14    | MED   | Bernhard Morgenthaler |     |
| 6     | MED   | Michael Stanislaw     |     |
| 11    | MED   | Peter Hackmair        |     |
| 10    | MED   | Zlatko Junuzović      | 68' |
| 7     | DEL   | Martin Harnik         | 80' |
| 9     | DEL   | Erwin Hoffer          | 87' |
| D. T. | D. T. | Paul Gludovatz        |     |

| 6  | MED | Gary Medel      | 29' |
| 11 | DEL | Jaime Grondona  | 67' |
| 2  | DEF | Cristián Suárez | 83' |

| 19 | DEL | Rubin Okotie   | 68' |
| 18 | MED | Thomas Hinum   | 80' |
| 17 | MED | Tomáš Šimkovič | 87' |

| 45+2' · 53' | Eric Godoy Gary Medel |

| 44' · 68' | Peter Hackmair Michael Madl |

| Principal  | Joel Aguilar      |
| Asistentes | Roberto Girón     |
|            | Daniel Williamson |
| Cuarto     | Terry Vaughn      |

| 1     | POR   | Cristopher Toselli   |     |
| 5     | DEF   | Nicolás Larrondo     |     |
| 17    | DEF   | Hans Martínez        |     |
| 14    | DEF   | Arturo Vidal         |     |
| 8     | MED   | Dagoberto Currimilla | 83' |
| 3     | MED   | Mauricio Isla        |     |
| 4     | MED   | Eric Godoy           |     |
| 15    | MED   | Carlos Carmona       | 29' |
| 16    | DEL   | Gerardo Cortés       |     |
| 18    | DEL   | Mathías Vidangossy   | 67' |
| 9     | DEL   | Nicolás Medina       |     |
| D. T. | D. T. | José Sulantay        |     |

| 1     | POR   | Bartoloměj Kuru       |     |
| 15    | DEF   | Michael Madl          |     |
| 3     | DEF   | Daniel Gramann        |     |
| 4     | DEF   | Sebastian Prödl       |     |
| 5     | DEF   | Markus Suttner        |     |
| 14    | MED   | Bernhard Morgenthaler |     |
| 6     | MED   | Michael Stanislaw     |     |
| 11    | MED   | Peter Hackmair        |     |
| 10    | MED   | Zlatko Junuzović      | 68' |
| 7     | DEL   | Martin Harnik         | 80' |
| 9     | DEL   | Erwin Hoffer          | 87' |
| D. T. | D. T. | Paul Gludovatz        |     |

| 6  | MED | Gary Medel      | 29' |
| 11 | DEL | Jaime Grondona  | 67' |
| 2  | DEF | Cristián Suárez | 83' |

| 19 | DEL | Rubin Okotie   | 68' |
| 18 | MED | Thomas Hinum   | 80' |
| 17 | MED | Tomáš Šimkovič | 87' |

| 45+2' · 53' | Eric Godoy Gary Medel |

| 44' · 68' | Peter Hackmair Michael Madl |

| Principal  | Joel Aguilar      |
| Asistentes | Roberto Girón     |
|            | Daniel Williamson |
| Cuarto     | Terry Vaughn      |

| 1     | POR   | Cristopher Toselli   |     |
| 5     | DEF   | Nicolás Larrondo     |     |
| 17    | DEF   | Hans Martínez        |     |
| 14    | DEF   | Arturo Vidal         |     |
| 8     | MED   | Dagoberto Currimilla | 83' |
| 3     | MED   | Mauricio Isla        |     |
| 4     | MED   | Eric Godoy           |     |
| 15    | MED   | Carlos Carmona       | 29' |
| 16    | DEL   | Gerardo Cortés       |     |
| 18    | DEL   | Mathías Vidangossy   | 67' |
| 9     | DEL   | Nicolás Medina       |     |
| D. T. | D. T. | José Sulantay        |     |

| 1     | POR   | Bartoloměj Kuru       |     |
| 15    | DEF   | Michael Madl          |     |
| 3     | DEF   | Daniel Gramann        |     |
| 4     | DEF   | Sebastian Prödl       |     |
| 5     | DEF   | Markus Suttner        |     |
| 14    | MED   | Bernhard Morgenthaler |     |
| 6     | MED   | Michael Stanislaw     |     |
| 11    | MED   | Peter Hackmair        |     |
| 10    | MED   | Zlatko Junuzović      | 68' |
| 7     | DEL   | Martin Harnik         | 80' |
| 9     | DEL   | Erwin Hoffer          | 87' |
| D. T. | D. T. | Paul Gludovatz        |     |

| 6  | MED | Gary Medel      | 29' |
| 11 | DEL | Jaime Grondona  | 67' |
| 2  | DEF | Cristián Suárez | 83' |

| 19 | DEL | Rubin Okotie   | 68' |
| 18 | MED | Thomas Hinum   | 80' |
| 17 | MED | Tomáš Šimkovič | 87' |

| 45+2' · 53' | Eric Godoy Gary Medel |

| 44' · 68' | Peter Hackmair Michael Madl |

| Principal  | Joel Aguilar      |
| Asistentes | Roberto Girón     |
|            | Daniel Williamson |
| Cuarto     | Terry Vaughn      |

### Fase final

#### Octavos de final
| 1     | POR   | Cristopher Toselli   |     |
| 5     | DEF   | Nicolás Larrondo     |     |
| 17    | DEF   | Hans Martínez        |     |
| 2     | DEF   | Cristián Suárez      |     |
| 8     | MED   | Dagoberto Currimilla |     |
| 6     | MED   | Gary Medel           |     |
| 3     | MED   | Mauricio Isla        |     |
| 14    | MED   | Arturo Vidal         |     |
| 7     | DEL   | Alexis Sánchez       | 76' |
| 18    | DEL   | Mathías Vidangossy   | 86' |
| 9     | DEL   | Nicolás Medina       | 63' |
| D. T. | D. T. | José Sulantay        |     |

| 12    | POR   | Rui Patrício       |     |
| 18    | DEF   | Mano               |     |
| 14    | DEF   | João Pedro         |     |
| 4     | DEF   | Paulo Renato       |     |
| 13    | DEF   | Vitorino Antunes   |     |
| 6     | MED   | Nuno Coelho        | 70' |
| 8     | MED   | Pelé               | 46' |
| 17    | MED   | Feliciano Condesso |     |
| 20    | MED   | Bruno Pereirinha   | 81' |
| 9     | DEL   | Zequinha           |     |
| 11    | DEL   | Fábio Coentrão     |     |
| D. T. | D. T. | José Couceiro      |     |

| 11 | DEL | Jaime Grondona      | 63' |
| 16 | MED | Gerardo Cortés      | 76' |
| 13 | DEL | Christian Sepúlveda | 86' |

| 15 | MED | Zezinando     | 46' |
| 19 | DEL | Hélder Guedes | 70' |
| 5  | DEF | André Marques | 81' |

| 45' | Arturo Vidal | 1:0 |

| 45+2' · 51' · 60' · 88' | Christian Sepúlveda (en la banca) Alexis Sánchez Arturo Vidal Gerardo Cortés |

| 29' · 39' · 69' · 90+6' | Pelé Nuno Coelho Feliciano Condesso Paulo Renato |

| 90+5' | Arturo Vidal |

| 90' · 90' | Mano Zequinha |

| Principal  | Subkhiddin Mohd Salleh |
| Asistentes | Mu Yuxin               |
|            | Thanom Borikut         |
| Cuarto     | Mohamed Benouza        |

| 1     | POR   | Cristopher Toselli   |     |
| 5     | DEF   | Nicolás Larrondo     |     |
| 17    | DEF   | Hans Martínez        |     |
| 2     | DEF   | Cristián Suárez      |     |
| 8     | MED   | Dagoberto Currimilla |     |
| 6     | MED   | Gary Medel           |     |
| 3     | MED   | Mauricio Isla        |     |
| 14    | MED   | Arturo Vidal         |     |
| 7     | DEL   | Alexis Sánchez       | 76' |
| 18    | DEL   | Mathías Vidangossy   | 86' |
| 9     | DEL   | Nicolás Medina       | 63' |
| D. T. | D. T. | José Sulantay        |     |

| 12    | POR   | Rui Patrício       |     |
| 18    | DEF   | Mano               |     |
| 14    | DEF   | João Pedro         |     |
| 4     | DEF   | Paulo Renato       |     |
| 13    | DEF   | Vitorino Antunes   |     |
| 6     | MED   | Nuno Coelho        | 70' |
| 8     | MED   | Pelé               | 46' |
| 17    | MED   | Feliciano Condesso |     |
| 20    | MED   | Bruno Pereirinha   | 81' |
| 9     | DEL   | Zequinha           |     |
| 11    | DEL   | Fábio Coentrão     |     |
| D. T. | D. T. | José Couceiro      |     |

| 11 | DEL | Jaime Grondona      | 63' |
| 16 | MED | Gerardo Cortés      | 76' |
| 13 | DEL | Christian Sepúlveda | 86' |

| 15 | MED | Zezinando     | 46' |
| 19 | DEL | Hélder Guedes | 70' |
| 5  | DEF | André Marques | 81' |

| 45' | Arturo Vidal | 1:0 |

| 45+2' · 51' · 60' · 88' | Christian Sepúlveda (en la banca) Alexis Sánchez Arturo Vidal Gerardo Cortés |

| 29' · 39' · 69' · 90+6' | Pelé Nuno Coelho Feliciano Condesso Paulo Renato |

| 90+5' | Arturo Vidal |

| 90' · 90' | Mano Zequinha |

| Principal  | Subkhiddin Mohd Salleh |
| Asistentes | Mu Yuxin               |
|            | Thanom Borikut         |
| Cuarto     | Mohamed Benouza        |

| 1     | POR   | Cristopher Toselli   |     |
| 5     | DEF   | Nicolás Larrondo     |     |
| 17    | DEF   | Hans Martínez        |     |
| 2     | DEF   | Cristián Suárez      |     |
| 8     | MED   | Dagoberto Currimilla |     |
| 6     | MED   | Gary Medel           |     |
| 3     | MED   | Mauricio Isla        |     |
| 14    | MED   | Arturo Vidal         |     |
| 7     | DEL   | Alexis Sánchez       | 76' |
| 18    | DEL   | Mathías Vidangossy   | 86' |
| 9     | DEL   | Nicolás Medina       | 63' |
| D. T. | D. T. | José Sulantay        |     |

| 12    | POR   | Rui Patrício       |     |
| 18    | DEF   | Mano               |     |
| 14    | DEF   | João Pedro         |     |
| 4     | DEF   | Paulo Renato       |     |
| 13    | DEF   | Vitorino Antunes   |     |
| 6     | MED   | Nuno Coelho        | 70' |
| 8     | MED   | Pelé               | 46' |
| 17    | MED   | Feliciano Condesso |     |
| 20    | MED   | Bruno Pereirinha   | 81' |
| 9     | DEL   | Zequinha           |     |
| 11    | DEL   | Fábio Coentrão     |     |
| D. T. | D. T. | José Couceiro      |     |

| 11 | DEL | Jaime Grondona      | 63' |
| 16 | MED | Gerardo Cortés      | 76' |
| 13 | DEL | Christian Sepúlveda | 86' |

| 15 | MED | Zezinando     | 46' |
| 19 | DEL | Hélder Guedes | 70' |
| 5  | DEF | André Marques | 81' |

| 45' | Arturo Vidal | 1:0 |

| 45+2' · 51' · 60' · 88' | Christian Sepúlveda (en la banca) Alexis Sánchez Arturo Vidal Gerardo Cortés |

| 29' · 39' · 69' · 90+6' | Pelé Nuno Coelho Feliciano Condesso Paulo Renato |

| 90+5' | Arturo Vidal |

| 90' · 90' | Mano Zequinha |

| Principal  | Subkhiddin Mohd Salleh |
| Asistentes | Mu Yuxin               |
|            | Thanom Borikut         |
| Cuarto     | Mohamed Benouza        |

| 1     | POR   | Cristopher Toselli   |     |
| 5     | DEF   | Nicolás Larrondo     |     |
| 17    | DEF   | Hans Martínez        |     |
| 2     | DEF   | Cristián Suárez      |     |
| 8     | MED   | Dagoberto Currimilla |     |
| 6     | MED   | Gary Medel           |     |
| 3     | MED   | Mauricio Isla        |     |
| 14    | MED   | Arturo Vidal         |     |
| 7     | DEL   | Alexis Sánchez       | 76' |
| 18    | DEL   | Mathías Vidangossy   | 86' |
| 9     | DEL   | Nicolás Medina       | 63' |
| D. T. | D. T. | José Sulantay        |     |

| 12    | POR   | Rui Patrício       |     |
| 18    | DEF   | Mano               |     |
| 14    | DEF   | João Pedro         |     |
| 4     | DEF   | Paulo Renato       |     |
| 13    | DEF   | Vitorino Antunes   |     |
| 6     | MED   | Nuno Coelho        | 70' |
| 8     | MED   | Pelé               | 46' |
| 17    | MED   | Feliciano Condesso |     |
| 20    | MED   | Bruno Pereirinha   | 81' |
| 9     | DEL   | Zequinha           |     |
| 11    | DEL   | Fábio Coentrão     |     |
| D. T. | D. T. | José Couceiro      |     |

| 11 | DEL | Jaime Grondona      | 63' |
| 16 | MED | Gerardo Cortés      | 76' |
| 13 | DEL | Christian Sepúlveda | 86' |

| 15 | MED | Zezinando     | 46' |
| 19 | DEL | Hélder Guedes | 70' |
| 5  | DEF | André Marques | 81' |

| 45' | Arturo Vidal | 1:0 |

| 45+2' · 51' · 60' · 88' | Christian Sepúlveda (en la banca) Alexis Sánchez Arturo Vidal Gerardo Cortés |

| 29' · 39' · 69' · 90+6' | Pelé Nuno Coelho Feliciano Condesso Paulo Renato |

| 90+5' | Arturo Vidal |

| 90' · 90' | Mano Zequinha |

| Principal  | Subkhiddin Mohd Salleh |
| Asistentes | Mu Yuxin               |
|            | Thanom Borikut         |
| Cuarto     | Mohamed Benouza        |

#### Cuartos de final
| 1     | POR   | Cristopher Toselli   |     |
| 5     | DEF   | Nicolás Larrondo     |     |
| 17    | DEF   | Hans Martínez        |     |
| 2     | DEF   | Cristián Suárez      |     |
| 13    | DEF   | Christian Sepúlveda  |     |
| 8     | MED   | Dagoberto Currimilla |     |
| 6     | MED   | Gary Medel           |     |
| 3     | MED   | Mauricio Isla        |     |
| 7     | DEL   | Alexis Sánchez       | 46' |
| 18    | DEL   | Mathías Vidangossy   |     |
| 9     | DEL   | Nicolás Medina       | 46' |
| D. T. | D. T. | José Sulantay        |     |

| 21    | POR   | Ikechukwu Ezenwa   |        |
| 4     | DEF   | Oladapo Olufemi    |        |
| 2     | DEF   | Sodiq Suraj        |        |
| 6     | DEF   | Efe Ambrose        |        |
| 3     | DEF   | Elderson Echiéjilé |        |
| 17    | MED   | Akeem Latifu       |        |
| 20    | MED   | Mozes Adams        |        |
| 14    | MED   | Chukwuma Akabueze  | 105+1' |
| 10    | MED   | Solomon Owello     | 101'   |
| 8     | DEL   | Ezekiel Bala       |        |
| 15    | DEL   | Brown Ideye        | 89'    |
| D. T. | D. T. | Ladan Bosso        |        |

| 15 | MED | Carlos Carmona         | 46'  |
| 11 | DEL | Jaime Grondona ( 110') | 46'  |
| 4  | DEF | Eric Godoy             | 110' |

| 9  | DEL | Nduka Ozokwo         | 89'    |
| 7  | DEL | Bello Musa Kofarmata | 101'   |
| 11 | DEL | Akeem Agbetu         | 105+1' |

| 96' · 114' · 118' · 120+2' | Jaime Grondona Mauricio Isla Mathías Vidangossy | 1:0 2:0 3:0 4:0 |

| 45+2' · 90+1' | Christian Sepúlveda Carlos Carmona |

| 29' · 49' · 50' · 96' · 103' · 115' | Efe Ambrose Chukwuma Akabueze Mozes Adams Ikechukwu Ezenwa Ezekiel Bala Akeem Latifu |

| 113' | Sodiq Suraj |

| Principal  | Howard Webb       |
| Asistentes | Darren Cann       |
|            | Michael Mullarkey |
| Cuarto     | Steven DePiero    |

| 1     | POR   | Cristopher Toselli   |     |
| 5     | DEF   | Nicolás Larrondo     |     |
| 17    | DEF   | Hans Martínez        |     |
| 2     | DEF   | Cristián Suárez      |     |
| 13    | DEF   | Christian Sepúlveda  |     |
| 8     | MED   | Dagoberto Currimilla |     |
| 6     | MED   | Gary Medel           |     |
| 3     | MED   | Mauricio Isla        |     |
| 7     | DEL   | Alexis Sánchez       | 46' |
| 18    | DEL   | Mathías Vidangossy   |     |
| 9     | DEL   | Nicolás Medina       | 46' |
| D. T. | D. T. | José Sulantay        |     |

| 21    | POR   | Ikechukwu Ezenwa   |        |
| 4     | DEF   | Oladapo Olufemi    |        |
| 2     | DEF   | Sodiq Suraj        |        |
| 6     | DEF   | Efe Ambrose        |        |
| 3     | DEF   | Elderson Echiéjilé |        |
| 17    | MED   | Akeem Latifu       |        |
| 20    | MED   | Mozes Adams        |        |
| 14    | MED   | Chukwuma Akabueze  | 105+1' |
| 10    | MED   | Solomon Owello     | 101'   |
| 8     | DEL   | Ezekiel Bala       |        |
| 15    | DEL   | Brown Ideye        | 89'    |
| D. T. | D. T. | Ladan Bosso        |        |

| 15 | MED | Carlos Carmona         | 46'  |
| 11 | DEL | Jaime Grondona ( 110') | 46'  |
| 4  | DEF | Eric Godoy             | 110' |

| 9  | DEL | Nduka Ozokwo         | 89'    |
| 7  | DEL | Bello Musa Kofarmata | 101'   |
| 11 | DEL | Akeem Agbetu         | 105+1' |

| 96' · 114' · 118' · 120+2' | Jaime Grondona Mauricio Isla Mathías Vidangossy | 1:0 2:0 3:0 4:0 |

| 45+2' · 90+1' | Christian Sepúlveda Carlos Carmona |

| 29' · 49' · 50' · 96' · 103' · 115' | Efe Ambrose Chukwuma Akabueze Mozes Adams Ikechukwu Ezenwa Ezekiel Bala Akeem Latifu |

| 113' | Sodiq Suraj |

| Principal  | Howard Webb       |
| Asistentes | Darren Cann       |
|            | Michael Mullarkey |
| Cuarto     | Steven DePiero    |

| 1     | POR   | Cristopher Toselli   |     |
| 5     | DEF   | Nicolás Larrondo     |     |
| 17    | DEF   | Hans Martínez        |     |
| 2     | DEF   | Cristián Suárez      |     |
| 13    | DEF   | Christian Sepúlveda  |     |
| 8     | MED   | Dagoberto Currimilla |     |
| 6     | MED   | Gary Medel           |     |
| 3     | MED   | Mauricio Isla        |     |
| 7     | DEL   | Alexis Sánchez       | 46' |
| 18    | DEL   | Mathías Vidangossy   |     |
| 9     | DEL   | Nicolás Medina       | 46' |
| D. T. | D. T. | José Sulantay        |     |

| 21    | POR   | Ikechukwu Ezenwa   |        |
| 4     | DEF   | Oladapo Olufemi    |        |
| 2     | DEF   | Sodiq Suraj        |        |
| 6     | DEF   | Efe Ambrose        |        |
| 3     | DEF   | Elderson Echiéjilé |        |
| 17    | MED   | Akeem Latifu       |        |
| 20    | MED   | Mozes Adams        |        |
| 14    | MED   | Chukwuma Akabueze  | 105+1' |
| 10    | MED   | Solomon Owello     | 101'   |
| 8     | DEL   | Ezekiel Bala       |        |
| 15    | DEL   | Brown Ideye        | 89'    |
| D. T. | D. T. | Ladan Bosso        |        |

| 15 | MED | Carlos Carmona         | 46'  |
| 11 | DEL | Jaime Grondona ( 110') | 46'  |
| 4  | DEF | Eric Godoy             | 110' |

| 9  | DEL | Nduka Ozokwo         | 89'    |
| 7  | DEL | Bello Musa Kofarmata | 101'   |
| 11 | DEL | Akeem Agbetu         | 105+1' |

| 96' · 114' · 118' · 120+2' | Jaime Grondona Mauricio Isla Mathías Vidangossy | 1:0 2:0 3:0 4:0 |

| 45+2' · 90+1' | Christian Sepúlveda Carlos Carmona |

| 29' · 49' · 50' · 96' · 103' · 115' | Efe Ambrose Chukwuma Akabueze Mozes Adams Ikechukwu Ezenwa Ezekiel Bala Akeem Latifu |

| 113' | Sodiq Suraj |

| Principal  | Howard Webb       |
| Asistentes | Darren Cann       |
|            | Michael Mullarkey |
| Cuarto     | Steven DePiero    |

| 1     | POR   | Cristopher Toselli   |     |
| 5     | DEF   | Nicolás Larrondo     |     |
| 17    | DEF   | Hans Martínez        |     |
| 2     | DEF   | Cristián Suárez      |     |
| 13    | DEF   | Christian Sepúlveda  |     |
| 8     | MED   | Dagoberto Currimilla |     |
| 6     | MED   | Gary Medel           |     |
| 3     | MED   | Mauricio Isla        |     |
| 7     | DEL   | Alexis Sánchez       | 46' |
| 18    | DEL   | Mathías Vidangossy   |     |
| 9     | DEL   | Nicolás Medina       | 46' |
| D. T. | D. T. | José Sulantay        |     |

| 21    | POR   | Ikechukwu Ezenwa   |        |
| 4     | DEF   | Oladapo Olufemi    |        |
| 2     | DEF   | Sodiq Suraj        |        |
| 6     | DEF   | Efe Ambrose        |        |
| 3     | DEF   | Elderson Echiéjilé |        |
| 17    | MED   | Akeem Latifu       |        |
| 20    | MED   | Mozes Adams        |        |
| 14    | MED   | Chukwuma Akabueze  | 105+1' |
| 10    | MED   | Solomon Owello     | 101'   |
| 8     | DEL   | Ezekiel Bala       |        |
| 15    | DEL   | Brown Ideye        | 89'    |
| D. T. | D. T. | Ladan Bosso        |        |

| 15 | MED | Carlos Carmona         | 46'  |
| 11 | DEL | Jaime Grondona ( 110') | 46'  |
| 4  | DEF | Eric Godoy             | 110' |

| 9  | DEL | Nduka Ozokwo         | 89'    |
| 7  | DEL | Bello Musa Kofarmata | 101'   |
| 11 | DEL | Akeem Agbetu         | 105+1' |

| 96' · 114' · 118' · 120+2' | Jaime Grondona Mauricio Isla Mathías Vidangossy | 1:0 2:0 3:0 4:0 |

| 45+2' · 90+1' | Christian Sepúlveda Carlos Carmona |

| 29' · 49' · 50' · 96' · 103' · 115' | Efe Ambrose Chukwuma Akabueze Mozes Adams Ikechukwu Ezenwa Ezekiel Bala Akeem Latifu |

| 113' | Sodiq Suraj |

| Principal  | Howard Webb       |
| Asistentes | Darren Cann       |
|            | Michael Mullarkey |
| Cuarto     | Steven DePiero    |

#### Semifinales
| 1     | POR   | Cristopher Toselli   |     |
| 5     | DEF   | Nicolás Larrondo     |     |
| 17    | DEF   | Hans Martínez        |     |
| 14    | DEF   | Arturo Vidal         |     |
| 2     | DEF   | Cristián Suárez      |     |
| 8     | MED   | Dagoberto Currimilla |     |
| 6     | MED   | Gary Medel           |     |
| 4     | MED   | Eric Godoy           |     |
| 16    | MED   | Gerardo Cortés       | 59' |
| 18    | DEL   | Mathías Vidangossy   |     |
| 9     | DEL   | Nicolás Medina       | 76' |
| D. T. | D. T. | José Sulantay        |     |

| 1     | POR   | Sergio Romero       |     |
| 4     | DEF   | Gabriel Mercado     |     |
| 2     | DEF   | Federico Fazio      |     |
| 6     | DEF   | Matías Cahais       |     |
| 3     | DEF   | Emiliano Insúa      |     |
| 7     | MED   | Claudio Yacob       |     |
| 5     | MED   | Éver Banega         | 85' |
| 19    | MED   | Pablo Piatti        | 80' |
| 17    | MED   | Maximiliano Morález |     |
| 18    | DEL   | Ángel Di María      | 51' |
| 10    | DEL   | Sergio Agüero       |     |
| D. T. | D. T. | Hugo Tocalli        |     |

| 3 | MED | Mauricio Isla  | 59' |
| 7 | DEL | Alexis Sánchez | 76' |

| 8  | MED | Matías Sánchez   | 51' |
| 20 | MED | Lautaro Acosta   | 80' |
| 15 | MED | Alejandro Cabral | 85' |

| 12' · 65' · 90+3' | Ángel Di María Claudio Yacob Maximiliano Morález | 0:1 0:2 0:3 |

| 40' · 41' · 70' · 73' · 73' · 90+3' | Arturo Vidal Dagoberto Currimilla Eric Godoy Cristopher Toselli Cristián Suárez Mauricio Isla |

| 10' · 61' | Matías Cahais Claudio Yacob |

| 15' · 77' | Gary Medel Dagoberto Currimilla |

| Principal  | Wolfgang Stark     |
| Asistentes | Jan-Hendrik Salver |
|            | Volker Wezel       |
| Cuarto     | Ravshan Irmatov    |

| 1     | POR   | Cristopher Toselli   |     |
| 5     | DEF   | Nicolás Larrondo     |     |
| 17    | DEF   | Hans Martínez        |     |
| 14    | DEF   | Arturo Vidal         |     |
| 2     | DEF   | Cristián Suárez      |     |
| 8     | MED   | Dagoberto Currimilla |     |
| 6     | MED   | Gary Medel           |     |
| 4     | MED   | Eric Godoy           |     |
| 16    | MED   | Gerardo Cortés       | 59' |
| 18    | DEL   | Mathías Vidangossy   |     |
| 9     | DEL   | Nicolás Medina       | 76' |
| D. T. | D. T. | José Sulantay        |     |

| 1     | POR   | Sergio Romero       |     |
| 4     | DEF   | Gabriel Mercado     |     |
| 2     | DEF   | Federico Fazio      |     |
| 6     | DEF   | Matías Cahais       |     |
| 3     | DEF   | Emiliano Insúa      |     |
| 7     | MED   | Claudio Yacob       |     |
| 5     | MED   | Éver Banega         | 85' |
| 19    | MED   | Pablo Piatti        | 80' |
| 17    | MED   | Maximiliano Morález |     |
| 18    | DEL   | Ángel Di María      | 51' |
| 10    | DEL   | Sergio Agüero       |     |
| D. T. | D. T. | Hugo Tocalli        |     |

| 3 | MED | Mauricio Isla  | 59' |
| 7 | DEL | Alexis Sánchez | 76' |

| 8  | MED | Matías Sánchez   | 51' |
| 20 | MED | Lautaro Acosta   | 80' |
| 15 | MED | Alejandro Cabral | 85' |

| 12' · 65' · 90+3' | Ángel Di María Claudio Yacob Maximiliano Morález | 0:1 0:2 0:3 |

| 40' · 41' · 70' · 73' · 73' · 90+3' | Arturo Vidal Dagoberto Currimilla Eric Godoy Cristopher Toselli Cristián Suárez Mauricio Isla |

| 10' · 61' | Matías Cahais Claudio Yacob |

| 15' · 77' | Gary Medel Dagoberto Currimilla |

| Principal  | Wolfgang Stark     |
| Asistentes | Jan-Hendrik Salver |
|            | Volker Wezel       |
| Cuarto     | Ravshan Irmatov    |

| 1     | POR   | Cristopher Toselli   |     |
| 5     | DEF   | Nicolás Larrondo     |     |
| 17    | DEF   | Hans Martínez        |     |
| 14    | DEF   | Arturo Vidal         |     |
| 2     | DEF   | Cristián Suárez      |     |
| 8     | MED   | Dagoberto Currimilla |     |
| 6     | MED   | Gary Medel           |     |
| 4     | MED   | Eric Godoy           |     |
| 16    | MED   | Gerardo Cortés       | 59' |
| 18    | DEL   | Mathías Vidangossy   |     |
| 9     | DEL   | Nicolás Medina       | 76' |
| D. T. | D. T. | José Sulantay        |     |

| 1     | POR   | Sergio Romero       |     |
| 4     | DEF   | Gabriel Mercado     |     |
| 2     | DEF   | Federico Fazio      |     |
| 6     | DEF   | Matías Cahais       |     |
| 3     | DEF   | Emiliano Insúa      |     |
| 7     | MED   | Claudio Yacob       |     |
| 5     | MED   | Éver Banega         | 85' |
| 19    | MED   | Pablo Piatti        | 80' |
| 17    | MED   | Maximiliano Morález |     |
| 18    | DEL   | Ángel Di María      | 51' |
| 10    | DEL   | Sergio Agüero       |     |
| D. T. | D. T. | Hugo Tocalli        |     |

| 3 | MED | Mauricio Isla  | 59' |
| 7 | DEL | Alexis Sánchez | 76' |

| 8  | MED | Matías Sánchez   | 51' |
| 20 | MED | Lautaro Acosta   | 80' |
| 15 | MED | Alejandro Cabral | 85' |

| 12' · 65' · 90+3' | Ángel Di María Claudio Yacob Maximiliano Morález | 0:1 0:2 0:3 |

| 40' · 41' · 70' · 73' · 73' · 90+3' | Arturo Vidal Dagoberto Currimilla Eric Godoy Cristopher Toselli Cristián Suárez Mauricio Isla |

| 10' · 61' | Matías Cahais Claudio Yacob |

| 15' · 77' | Gary Medel Dagoberto Currimilla |

| Principal  | Wolfgang Stark     |
| Asistentes | Jan-Hendrik Salver |
|            | Volker Wezel       |
| Cuarto     | Ravshan Irmatov    |

| 1     | POR   | Cristopher Toselli   |     |
| 5     | DEF   | Nicolás Larrondo     |     |
| 17    | DEF   | Hans Martínez        |     |
| 14    | DEF   | Arturo Vidal         |     |
| 2     | DEF   | Cristián Suárez      |     |
| 8     | MED   | Dagoberto Currimilla |     |
| 6     | MED   | Gary Medel           |     |
| 4     | MED   | Eric Godoy           |     |
| 16    | MED   | Gerardo Cortés       | 59' |
| 18    | DEL   | Mathías Vidangossy   |     |
| 9     | DEL   | Nicolás Medina       | 76' |
| D. T. | D. T. | José Sulantay        |     |

| 1     | POR   | Sergio Romero       |     |
| 4     | DEF   | Gabriel Mercado     |     |
| 2     | DEF   | Federico Fazio      |     |
| 6     | DEF   | Matías Cahais       |     |
| 3     | DEF   | Emiliano Insúa      |     |
| 7     | MED   | Claudio Yacob       |     |
| 5     | MED   | Éver Banega         | 85' |
| 19    | MED   | Pablo Piatti        | 80' |
| 17    | MED   | Maximiliano Morález |     |
| 18    | DEL   | Ángel Di María      | 51' |
| 10    | DEL   | Sergio Agüero       |     |
| D. T. | D. T. | Hugo Tocalli        |     |

| 3 | MED | Mauricio Isla  | 59' |
| 7 | DEL | Alexis Sánchez | 76' |

| 8  | MED | Matías Sánchez   | 51' |
| 20 | MED | Lautaro Acosta   | 80' |
| 15 | MED | Alejandro Cabral | 85' |

| 12' · 65' · 90+3' | Ángel Di María Claudio Yacob Maximiliano Morález | 0:1 0:2 0:3 |

| 40' · 41' · 70' · 73' · 73' · 90+3' | Arturo Vidal Dagoberto Currimilla Eric Godoy Cristopher Toselli Cristián Suárez Mauricio Isla |

| 10' · 61' | Matías Cahais Claudio Yacob |

| 15' · 77' | Gary Medel Dagoberto Currimilla |

| Principal  | Wolfgang Stark     |
| Asistentes | Jan-Hendrik Salver |
|            | Volker Wezel       |
| Cuarto     | Ravshan Irmatov    |

#### Tercer puesto
| 12    | POR   | Andreas Lukse        |     |
| 15    | DEF   | Michael Madl         |     |
| 4     | DEF   | Sebastian Prödl      |     |
| 5     | DEF   | Markus Suttner       |     |
| 20    | DEF   | Siegfried Rasswalder | 62' |
| 18    | MED   | Thomas Hinum         | 87' |
| 8     | MED   | Veli Kavlak          |     |
| 6     | MED   | Michael Stanislaw    | 75' |
| 11    | MED   | Peter Hackmair       |     |
| 10    | DEL   | Zlatko Junuzović     |     |
| 19    | DEL   | Rubin Okotie         |     |
| D. T. | D. T. | Paul Gludovatz       |     |

| 1     | POR   | Cristopher Toselli  |     |
| 5     | DEF   | Nicolás Larrondo    |     |
| 17    | DEF   | Hans Martínez       |     |
| 2     | DEF   | Cristián Suárez     |     |
| 13    | MED   | Christian Sepúlveda |     |
| 3     | MED   | Mauricio Isla       | 74' |
| 4     | MED   | Eric Godoy          |     |
| 14    | MED   | Arturo Vidal        |     |
| 18    | DEL   | Mathías Vidangossy  |     |
| 19    | DEL   | Michael Silva       | 61' |
| 9     | DEL   | Nicolás Medina      |     |
| D. T. | D. T. | José Sulantay       |     |

| 7  | DEL | Martin Harnik | 62' |
| 9  | DEL | Erwin Hoffer  | 75' |
| 13 | DEF | Thomas Pirker | 87' |

| 16 | MED | Gerardo Cortés | 61' |
| 20 | MED | Isaías Peralta | 74' |

| 45+1' | Hans Martínez | 0:1 |

| 35' · 78' · 83' | Michael Madl Sebastian Prödl Rubin Okotie |

| 20' · 52' | Mathías Vidangossy Nicolás Medina |

| 68' | Michael Madl |

| Principal  | Martin Hansson    |
| Asistentes | Stefan Wittberg   |
|            | Henrik Andrén     |
| Cuarto     | Enrico Wijngaarde |

| 12    | POR   | Andreas Lukse        |     |
| 15    | DEF   | Michael Madl         |     |
| 4     | DEF   | Sebastian Prödl      |     |
| 5     | DEF   | Markus Suttner       |     |
| 20    | DEF   | Siegfried Rasswalder | 62' |
| 18    | MED   | Thomas Hinum         | 87' |
| 8     | MED   | Veli Kavlak          |     |
| 6     | MED   | Michael Stanislaw    | 75' |
| 11    | MED   | Peter Hackmair       |     |
| 10    | DEL   | Zlatko Junuzović     |     |
| 19    | DEL   | Rubin Okotie         |     |
| D. T. | D. T. | Paul Gludovatz       |     |

| 1     | POR   | Cristopher Toselli  |     |
| 5     | DEF   | Nicolás Larrondo    |     |
| 17    | DEF   | Hans Martínez       |     |
| 2     | DEF   | Cristián Suárez     |     |
| 13    | MED   | Christian Sepúlveda |     |
| 3     | MED   | Mauricio Isla       | 74' |
| 4     | MED   | Eric Godoy          |     |
| 14    | MED   | Arturo Vidal        |     |
| 18    | DEL   | Mathías Vidangossy  |     |
| 19    | DEL   | Michael Silva       | 61' |
| 9     | DEL   | Nicolás Medina      |     |
| D. T. | D. T. | José Sulantay       |     |

| 7  | DEL | Martin Harnik | 62' |
| 9  | DEL | Erwin Hoffer  | 75' |
| 13 | DEF | Thomas Pirker | 87' |

| 16 | MED | Gerardo Cortés | 61' |
| 20 | MED | Isaías Peralta | 74' |

| 45+1' | Hans Martínez | 0:1 |

| 35' · 78' · 83' | Michael Madl Sebastian Prödl Rubin Okotie |

| 20' · 52' | Mathías Vidangossy Nicolás Medina |

| 68' | Michael Madl |

| Principal  | Martin Hansson    |
| Asistentes | Stefan Wittberg   |
|            | Henrik Andrén     |
| Cuarto     | Enrico Wijngaarde |

| 12    | POR   | Andreas Lukse        |     |
| 15    | DEF   | Michael Madl         |     |
| 4     | DEF   | Sebastian Prödl      |     |
| 5     | DEF   | Markus Suttner       |     |
| 20    | DEF   | Siegfried Rasswalder | 62' |
| 18    | MED   | Thomas Hinum         | 87' |
| 8     | MED   | Veli Kavlak          |     |
| 6     | MED   | Michael Stanislaw    | 75' |
| 11    | MED   | Peter Hackmair       |     |
| 10    | DEL   | Zlatko Junuzović     |     |
| 19    | DEL   | Rubin Okotie         |     |
| D. T. | D. T. | Paul Gludovatz       |     |

| 1     | POR   | Cristopher Toselli  |     |
| 5     | DEF   | Nicolás Larrondo    |     |
| 17    | DEF   | Hans Martínez       |     |
| 2     | DEF   | Cristián Suárez     |     |
| 13    | MED   | Christian Sepúlveda |     |
| 3     | MED   | Mauricio Isla       | 74' |
| 4     | MED   | Eric Godoy          |     |
| 14    | MED   | Arturo Vidal        |     |
| 18    | DEL   | Mathías Vidangossy  |     |
| 19    | DEL   | Michael Silva       | 61' |
| 9     | DEL   | Nicolás Medina      |     |
| D. T. | D. T. | José Sulantay       |     |

| 7  | DEL | Martin Harnik | 62' |
| 9  | DEL | Erwin Hoffer  | 75' |
| 13 | DEF | Thomas Pirker | 87' |

| 16 | MED | Gerardo Cortés | 61' |
| 20 | MED | Isaías Peralta | 74' |

| 45+1' | Hans Martínez | 0:1 |

| 35' · 78' · 83' | Michael Madl Sebastian Prödl Rubin Okotie |

| 20' · 52' | Mathías Vidangossy Nicolás Medina |

| 68' | Michael Madl |

| Principal  | Martin Hansson    |
| Asistentes | Stefan Wittberg   |
|            | Henrik Andrén     |
| Cuarto     | Enrico Wijngaarde |

| 12    | POR   | Andreas Lukse        |     |
| 15    | DEF   | Michael Madl         |     |
| 4     | DEF   | Sebastian Prödl      |     |
| 5     | DEF   | Markus Suttner       |     |
| 20    | DEF   | Siegfried Rasswalder | 62' |
| 18    | MED   | Thomas Hinum         | 87' |
| 8     | MED   | Veli Kavlak          |     |
| 6     | MED   | Michael Stanislaw    | 75' |
| 11    | MED   | Peter Hackmair       |     |
| 10    | DEL   | Zlatko Junuzović     |     |
| 19    | DEL   | Rubin Okotie         |     |
| D. T. | D. T. | Paul Gludovatz       |     |

| 1     | POR   | Cristopher Toselli  |     |
| 5     | DEF   | Nicolás Larrondo    |     |
| 17    | DEF   | Hans Martínez       |     |
| 2     | DEF   | Cristián Suárez     |     |
| 13    | MED   | Christian Sepúlveda |     |
| 3     | MED   | Mauricio Isla       | 74' |
| 4     | MED   | Eric Godoy          |     |
| 14    | MED   | Arturo Vidal        |     |
| 18    | DEL   | Mathías Vidangossy  |     |
| 19    | DEL   | Michael Silva       | 61' |
| 9     | DEL   | Nicolás Medina      |     |
| D. T. | D. T. | José Sulantay       |     |

| 7  | DEL | Martin Harnik | 62' |
| 9  | DEL | Erwin Hoffer  | 75' |
| 13 | DEF | Thomas Pirker | 87' |

| 16 | MED | Gerardo Cortés | 61' |
| 20 | MED | Isaías Peralta | 74' |

| 45+1' | Hans Martínez | 0:1 |

| 35' · 78' · 83' | Michael Madl Sebastian Prödl Rubin Okotie |

| 20' · 52' | Mathías Vidangossy Nicolás Medina |

| 68' | Michael Madl |

| Principal  | Martin Hansson    |
| Asistentes | Stefan Wittberg   |
|            | Henrik Andrén     |
| Cuarto     | Enrico Wijngaarde |

## Estadísticas

### Generales
| Pts | PJ | PG | PE | PP | GF | GC | Dif | Resultado    |
| --- | -- | -- | -- | -- | -- | -- | --- | ------------ |
| 16  | 7  | 5  | 1  | 1  | 12 | 3  | +9  | Tercer lugar |

### Goleadores
| Jugador            | Goles | Jugada | Cabeza | T. libre | Penal |
| ------------------ | ----- | ------ | ------ | -------- | ----- |
| Arturo Vidal       | 2     | 2      | 0      | 0        | 0     |
| Nicolás Medina     | 2     | 2      | 0      | 0        | 0     |
| Jaime Grondona     | 2     | 0      | 2      | 0        | 0     |
| Mauricio Isla      | 2     | 1      | 0      | 0        | 1     |
| Alexis Sánchez     | 1     | 1      | 0      | 0        | 0     |
| Mathías Vidangossy | 1     | 1      | 0      | 0        | 0     |
| Carlos Carmona     | 1     | 0      | 1      | 0        | 0     |
| Hans Martínez      | 1     | 0      | 1      | 0        | 0     |